# 施瓦茨魏爾湖

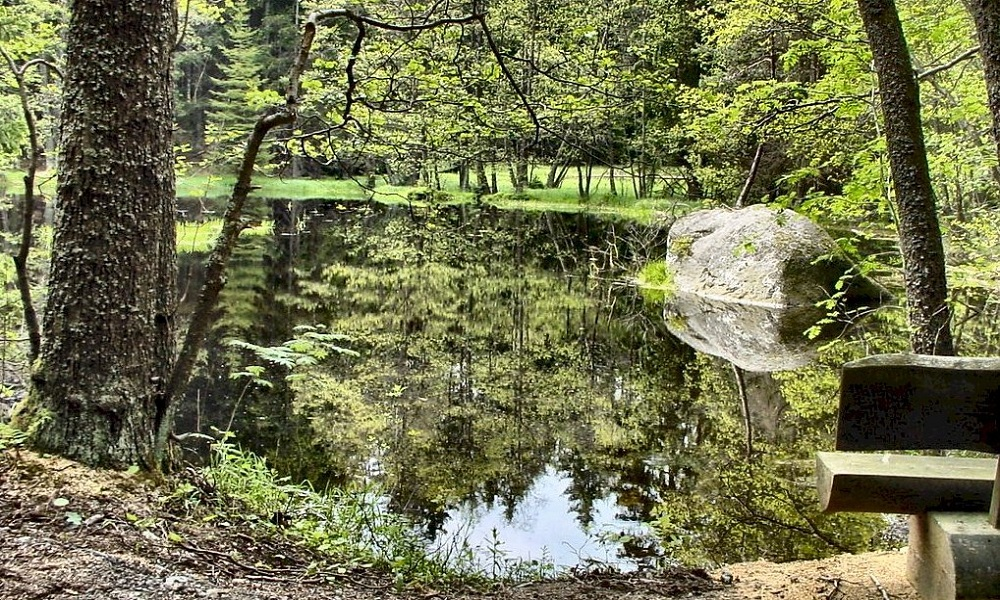

50°04′56″N 11°53′30″E / 50.082282°N 11.891552°E
施瓦茨魏爾湖（德語：Schwarzer Weiher），是德國的湖泊，位於該國東南部，由巴伐利亞州負責管轄，處於菲希特爾山脈，距離魏森施塔特約2公里，面積0.003平方公里，海拔高度639米。